# 舟部
舟部（）は、漢字を部首により分類したグループの一つ。
康熙字典214部首では137番目に置かれる（6画の20番目、未集の20番目）。

## 概要
「舟」字は水上運輸の乗り物である船を意味する。
漢代以降は「船」字が広く用いられるようになり、「舟」は小型のものだけを指すようになった。木をくりぬいて作った船の形に象る。その他、酒器や酒器の受け皿である盤を意味する。
偏旁の意符としては船や船の工具、船の運航に関わることを示す。もっぱら左側の偏の位置に置かれ、左右構造を構成する。
舟部はこのような意符を構成要素とする漢字を収める。
なお「服」や「朕」など、「舟」が変形して「月」（ふなづき）になったものは月部に収められている。

## 字体差
楷書では囲いの内部の2画を両方とも点とする。
印刷書体（明朝体）においては、康熙字典は囲い内部の2画を点と短い縦棒としている。日本も常用漢字表内字・表外字を問わず、康熙字典体に従っている。縦棒は囲いを横に貫く横棒（偏の時ははね）にくっついてT字型を作ることが多いが、デザイン差として短い縦棒を横画から離しているものも見受けられる。
一方、中国の新字形・台湾の国字標準字体・香港の常用字字形表は内部2画を両方とも点とする。

## 部首の通称
- 日本：ふね・ふねへん
- 中国：舟字旁
- 韓国：배주부 (bae ju bu、ふねの舟部)・배주변（bae ju byeon、ふねの舟の偏）
- 英米：Radical boat

## 部首字
舟
- 中古音
  - 広韻 - 職流切、尤韻、平声
  - 詩韻 - 尤韻、平声
  - 三十六字母 - 照母三等
- 現代音
  - 普通話 - ピンイン：zhōu 注音：ㄓㄡ ウェード式：chou1
  - 広東語 - Jyutping:zau1 イェール式:jau1
- 日本語 - 音：シュウ（シウ）（漢音）・シュ（呉音） 訓：ふね
- 朝鮮語 - 音：주(ju) 訓：배（bae、ふね）

## 例字
- 舟
  - 4:舫・航・般、5:舷・船・舵・舶、7:艇、10:艙、15:艦、16:艫